# Hell Girl
Hell Girl (яп. 地獄少女 Дзигоку Сё:дзё) — аниме-сериал, послуживший основой одноимённой манги и телесериала.

## Адаптации
Премьерный показ первого сезона аниме в Японии был с 5 октября 2005 года по 5 апреля 2006 года. В 2006 году вышел второй сезон аниме под названием Адская девочка: двое заключённых (два одиночества) (яп. 地獄少女二籠 Дзигоку Сё:дзё футакомори). В 2008 году вышел 3 сезон под названием Адская девочка: трое (яп. 地獄少女三鼎 Дзигоку Сё:дзё мицуганаэ). В 2017 году вышел 4 сезон Адская девочка: четвёртые сумерки (яп. 地獄少女宵伽 Дзигоку Сё:дзё ёй но тоги), состоящий из 12 серий.
В 2006 году была выпущена дорама с тем же названием. Автор оригинального сюжета — Хироси Ватанабэ.

## Сюжет
Действие Девочки из Ада происходит в современной Японии. Каждая серия аниме является отдельной новеллой. В этих новеллах рассказывается о том, как какой-то человек в силу тех или иных обстоятельств узнаёт о существовании в интернете сайта «Адская переписка», доступ к которому открыт лишь в полночь по японскому стандартному времени.
Сайт этот открывается не для всех посетителей, а только для тех, кто по-настоящему хочет отомстить кому-либо за что-либо. Если страница сайта открылась, то посетитель видит поле для ввода текста, куда можно ввести имя обидчика. В случае, если посетитель введёт имя и нажмёт на кнопку «Отправить», то через некоторое время (не обязательно немедленно) перед ним появляется Эмма Ай, Девочка из Ада. Ай выдаёт желающему отомстить соломенную куклу, перевязанную красной ленточкой, и объясняет правила: если он хочет послать кого-то в ад, то он должен развязать ленточку. При этом и сам этот человек попадёт в ад, но уже после своей смерти. В знак этого на всю оставшуюся жизнь у него на груди остаётся чёрная отметка. Человек может и отказаться от мести - для этого ему достаточно выбросить куклу. После этого кукла пропадает.
После развязывания ленточки человек, над которым должна совершиться месть, пропадает из этого мира и попадает в мир иллюзий, который на первых порах внешне ничем не отличается от мира людей. В этом иллюзорном мире Ай со своими помощниками разыгрывают перед ним представления, показывая, за что его отправили в ад. После этого представления он оказывается в лодке, плывущей по течению реки, которая ведёт прямо в ад. Лодкой управляет сама Ай. В конце серии загорается свеча с именем заказчика.

### Первый сезон
С восьмой серии первого сезона в каждом следующем эпизоде появляется журналист Хадзимэ Сибата со своей дочерью Цугуми. Журналист пытается понять тайну Адской переписки. Поскольку Цугуми обладает ментальной связью с Ай, то она чувствует, когда кто-либо пользуется услугами Адской переписки (получает от Ай куклу) и мстит (развязывает ленточку). Хадзимэ с помощью Цугуми пытается найти того, кто хочет совершить месть, и отговорить его от совершения этого поступка. Однако он или не успевает до совершения мести, или Хадзимэ не удается отговорить человека не развязывать ленточку. В последних сериях становится известно прошлое Ай, то, почему она стала Адской Девочкой, и почему она связана с Цугуми.

### Второй сезон
В этом сезоне Ай и её команда также выполняют свою работу. Но теперь они проявляют большее участие в судьбе потенциальных заказчиков и стараются узнать причины ненависти. Кукла дается далеко не сразу после запроса. Также к команде присоединяется маленькая Кикури — новая помощница Ай, которая чаще бывает проблемой для неё и остальных. 
В 14 серии появляется мальчик Такума. Его родителей убивает друг их семьи, но во всем обвиняют самого Такуму, называя его «сыном дьявола». Эта история даёт начало новому сюжетному повороту в сезоне. В 22 серии в городе все начинают пользоваться "Адской Почтой", обвиняя «сына дьявола». Местный детектив и его сестра начинают расследование этого дела и узнают про "Адскую Почту". Когда перед детективом открывается правда, его избивают обезумевшие люди -  главные злодеи этого сезона; затем они намереваются убить Такуму и покончить с безумием этого города. На помощь мальчику приходит узнавшая обо всем сестра детектива. Они прячутся в старом заброшенном здании, но Кикури показывает людям, где они. Люди намереваются утопить детей, но на помощь им снова приходит детектив. Когда они едут домой и думают о том, как вывести на чистую воду людей этого города, детектива отправляют в ад. Его сестра, понимая, что с этим ничего нельзя поделать, сама отправляет Такуму в ад, надеясь прекратить это безумие. Кажется, что все закончилось - но она не может простить себе отправку в ад невинного человека и топится в озере.
Судьбы Ай и Такумы похожи, и Ай, везя мальчика в ад, вспоминает, как обошлись когда-то с не. Эмма разворачивает лодку и возвращает Такуму на землю. Паук, который был в теле Кикури, возвращает Ай к жизни, стерев память. Это ад для Ванюдо, Рэна и Хонэ Онны. 
Разбитая Ай отправляется в город за Такумой, где тот хочет сжечь свой дом. Её до смерти забивают люди, сошедшие с ума от "Адской Переписки". Ай рассыпается на множество лепестков и исчезает. Это конец Адской девочки — Ай Эммы.
Ванюдо, Рэн Итимоку и Хонэ Онна попадают в мир живых, где теперь начинают жить и работать. Хонэ Онна — в баре, Рэн где—то моет полы, Ванюдо — дорожный рабочий.
Но мобильный телефон загорается красным светом, неизвестная девочка получает смс-ку: «Запрос принят. Адская девочка».
Также в 12, 17, 19 и 21 сериях показываются истории о том, как Ванюдо, Рэн и Хонэ присоединились к Эмме.

### Третий сезон
Третий сезон в своих очертаниях повторяет первый. Ай Эмма возвращается, собирает прежнюю команду и добавляет новую куклу — Ямавару (Вару-Вару). Теперь Ай — дух без тела. События происходят в одной определенной школе, где учится «тело» Ай. 
Юдзуки — дух умершей девочки. Она похожа на Ай, как та сама выразилась. По повелению судьбы Юдзуки — следующая Адская девочка. Кикури бесится от того, что она не наследница Ай, Юдзуки не хочет признавать свою судьбу, а уже известная по первому сезону Цугуми Сибата работает медсестрой в школе, где учится преемница Эммы.
В конце концов Юдзуки становится посланницей ада, а её умершая подружка Акио — проводником в ад. Помогать новенькой остался только Ванюдо (как самый главный после Ай), Рэн, Хонэ Онна, Кикури и её «паж» не смогли признать Юдзуки после их госпожи. В конце концов, Юдзуки выходит из себя и  начинает мстить сама, напав на Ай, которая пыталась её остановить. Ванюдо оставляет её и уходит к своей госпоже.
Таинственный паук хочет наказать за ослушание Юдзуки, но вмешивается команда Ай. Уже в конце Ай подвергается наказанию: опять и навечно быть Девочкой из Ада. Душа Юдзуки обретает свободу.

### Четвёртый сезон
Премьера четвёртого сезона "Jigoku Shōjo: Yoi no Togi" состоялась с 15 июля 2017 года по 19 августа 2017 года. Сезон состоит из 12 серий. Показано 6 новых эпизодов, где рассказывается продолжение истории и еще 6 эпизодов-воспоминаний.

## Персонажи
Ай Эмма (яп. 閻魔 あい Эмма Ай)
Главная героиня сериала, неоднозначный персонаж.
Выглядит как девочка-подросток тринадцати лет, с очень бледной кожей, красными глазами и длинными тёмными волосами. Обычно носит темно-синюю школьную форму (сэйлор-фуку), а при исполнении мести — чёрное кимоно с цветочным, психоделичным орнаментом.
Часто просящих мести переносит в другое измерение и показывает, что они будут переносить в аду.
Не проявляет никаких эмоций (это является одним из аспектов её наказания). В то время, когда не совершает месть, её можно застать за игрой (например в мяч) и купанием в горячем источнике. Живёт в призрачном мире (возможно, в аду) со своей бабушкой (Крайне загадочный персонаж, на протяжении сериала нам не показывают ничего, кроме её тени. Как зритель узнаёт в последней серии, она не разговаривает ни с кем, кроме Ай). По сути, искупает свою вину за убийство всех жителей родной деревни.
Родилась более четырёхсот лет назад. В семь лет Ай Эмма была принесена в жертву, но была спасена другом детства Сэнтаро, и шесть лет жила в укрытии в горах под его присмотром. Обнаружив, что девочка жива, жители деревни вновь принесли её в жертву, на этот раз вместе с семьей. Вернувшись, Ай возненавидела и сожгла деревню, а позже и Храм Семи Детей, который возвёл для неё Сэнтаро.
Обладает многими сверхъестественными способностями, в частности, телепортацией и возможностью просматривать события прошлого.
Сэйю: Мамико Ното
Ванюдо (яп. 輪入道 Ваню:до:)
Помощник Ай, обладает способностями к перемене форм, самая распространённая из которых — форма кареты с головой на колесе, в которой передвигается его госпожа — Ай.
Как человек, Ванюдо выглядит как лысый старик, облачённый в старинные японские одежды и рыболовную шляпу. В прошлом был колесом от кареты, которой было поручено перевозить важную особу. Но карета свалилась с обрыва, оставив после себя горящее колесо.
Исполняет обязанности главного помощника Ай — на его долю обычно достается больше всего работы: он превращается в чёрную соломенную куклу с ленточкой, повязанной вокруг шеи.
Сэйю: Такаюки Суго
Рэн Итимоку (яп. 一目 連 Итимоку Рэн)
Помощник Ай, выглядит как очень красивый молодой человек, с длинной, закрывающей левый глаз, чёлкой.
Главная его способность в том, что Рэн может заглянуть куда угодно, например, сквозь стены зданий. Это представляется, как огромный глаз. Обладает довольно весёлым характером — частенько шутит, порой не к месту, за что ему достается от Хонэ.
В прежней жизни Рэн не был человеком, он был цукумогами катаны. Превращается в синюю соломенную куклу с красной лентой.
Сэйю: Масая Мацукадзэ
Хонэ Онна (яп. 骨女, Женщина-скелет)
Помощница Ай, котораяя выглядит как прекрасная молодая девушка.
Часто одета в традиционное кимоно, с поясом, завязанным спереди на манер проститутки, но когда находится в мире людей, она чаще всего одета в деловой костюм.
В истинном облике половина тела Хонэ Онны представляет собой скелет. Хонэ была человеком: при жизни была продана в публичный дом возлюбленным.
Впоследствии убита охранником из-за предательства подруги. Хонэ прислуживает Ай уже более двухсот лет. Превращается в красную соломенную куклу с лентой. При жизни её звали Цую.
Сэйю: Такако Хонда
Ямавару (яп. 山童, Горный мальчик, дитя горы)
Последний член команды Ай, появляется только в третьем сезоне.
Выглядит как ровесник Ай. Как выразился сам Ямавару, его «родила гора». Решив, что он одинок, Ай предложила Ямавару присоединиться к команде, но тот отказался.
Через некоторое время он представляется погибшим сыном богатой семьи возле леса, его с радостью приняли в семью, но отец погибшего мальчика сразу понимает, что «сын» — самозванец, и заражает Ямавару грибом-паразитом, чтобы найти эликсир вечной молодости. Ямавару превращается в жёлтую соломенную куклу.
Сэйю: Хэкиру Сиина
Паук (яп. 面蜘蛛 Дзиммэн гумо)
Властитель ада, принявший форму маленького паука. Периодически он попадается нам на глаза на протяжении всего сериала. Живёт в доме Ай и её бабушки; плетёт паутину и вообще ведёт себя как добропорядочный паук. На его спинке — три глаза. С их помощью он наблюдает за Ай. В последнем эпизоде первого сезона именно Паук перевозит Ай на лодке в ад, неудачно.
Кикури (яп. きくり Кикури)
Маленькая и слишком энергичная девочка с большими фиолетовыми глазами. Таинственная девочка, у которой периодически появляется третий глаз — паучий.
В 26 серии третьего сезона она вообще сама превращается в паука. Часто обзывает Хонэ Онну, Итимоку Рена и Ванюдо. В конце второго сезона Паук использовал её тело для связи с Ай и её слугами. После этого Кикури потеряла тело и вселилась в куклу. С Ямавару обращается как со слугой. И именно Ямавару заводит Кикури, когда у неё кончается завод.
Между Кикури и Пауком существует некая связь. Кикури очень хочет стать следующей девочкой из ада, слушается только Ай, так как только её и боится.
Сэйю: Канако Сакай